# Hugh Sutherland
Hugh Robert Sutherland  (Winnipeg, 2 februari 1907 - Winnipeg, 9 september 1990) was een Canadese ijshockeyspeler.
Sutherland won met zijn ploeg de Winnipeg Hockey Club in 1931 het amateurkampioenschap van Canada de Allan Cup. Door deze overwinning waren de Winnipeg Hockey Club de Canadese vertegenwoordigen op de Olympische Winterspelen 1932. Sutherland speelde zes wedstrijden waarin hij eenmaal doel trof.